# The 7D
The 7D (Os 7A, no Brasil e em Portugal) é uma série animada estadunidense produzida pelo Disney XD, a história se passa em uma época antes da chegada da Branca de Neve. A trama acompanha uma rainha bondosa conhecida como a Rainha Encantada, que usa Os Sete Anões para manter seu reino em ordem e longe dos problemas criados pelos vilões Cruel e Hilde Gloom, que planejam tomar o reino e roubar todas as joias da mina de Atchim, Soneca, Zangado, Feliz, Dengoso, Mestre e Dunga. A primeira temporada é composta de 24 episódios.
Em 2 de dezembro de 2014, a série foi renovada para uma segunda temporada com 39 episódios.
A série estreou em 7 de julho de 2014 em Disney XD, 26 de dezembro de 2014 em Disney Channel, e em 9 de fevereiro de 2015 em Disney Junior. No Brasil, a série estreou em 29 de novembro de 2014 no Disney Channel. Em Portugal, Disney Channel a série estreou em 6 de abril de 2015. Estreou na TV aberta no dia 4 de setembro de 2015 como uma das atrações do Mundo Disney, no SBT, sendo exibido regularmente toda sexta-feira.
A série não correspondeu as expectativas da emissora e foi cancelada durante a segunda temporada.

## Enredo
A animação narra a história dos sete anões em sua incansável luta para proteger o reino de Jollywood das investidas dos bruxos Grim e Hildy Gloom, que planejam assumir o trono e a valiosa mina dos anões.

## Elenco e personagens

### Principal
Os 7A
- Mestre (dublado por Bill Farmer) é o líder e o cérebro,sempre dá nomes estranhos para suas invenções.
- Dunga (dublado por Dee Bradley Baker) se comunica só com assovios, sons de animais e gestos.
- Dengoso (dublado por Billy West) é tímido e doce, ele é apaixonado pela Lady Graça, sempre está tentando se esconder.
- Zangado (dublado por Maurice LaMarche) é ranzinza, mal-humorado, tem uma cabra de estimação e adora queijo.
- Feliz (dublado por Kevin Michael Richardson) Com seus olhos brilhantes e largo sorriso, Feliz enxerga sempre o lado positivo da vida e está sempre animando os outros anões e cantando (constantemente irritando zangado).
- Atchim (dublado por Scott Menville) Alérgico a praticamente tudo que existe sob o sol (e mais alguma coisa), Atchim está sempre prestes a espirrar. Infelizmente, seus sonoros espirros têm a força de um tufão, causando calamidades na vida de todos aqueles que se encontram próximos ao seu poderoso nariz.
- Soneca (dublado por Billy West) gostaria de fazer tudo o que os outros anões fazem, só que há um probleminha – ele não consegue manter-se acordado! Apesar de curtir um bom cochilo, Soneca parece abrir sempre os olhos imediatamente antes dos momentos mais emocionantes..

Os Sombrios
Cruel Sombrio(BR) ou Grim Sombrio(PT) (dublado por Jess Harnell) é um feiticeiro que é marido de Hildy. É o principal antagonista da série.
- Hildy Sombrio(BR/PT) (dublada por Kelly Osbourne)[10] é uma feiticeira e esposa de Grim. É a principal antagonista da série.

Personagens do Reino de Jollywood
- Lady Graça(BR) ou Raínha Maravilha(PT) (dublada por Leigh-Allyn Baker) Ela governa o Reino da Jollywood é aparentemente a pessoa mais maluca do reino e é pouco inteligente. É a mais bonita do reino
- Lorde Engomadinho(BR) ou Lorde Estica Engoma(PT) (dublado por Paul Rugg) é assistente pessoal da Rainha Encantada,várias vezes é machucado pelos 7A e é esse o motivo dele não gostar dos 7A.

### Recorrente
- O Espelho Mágico dublado por Whoopi Goldberg[11] serve a Rainha Encantada. Os Glooms uma vez conseguiram roubar o Espelho Mágico, o substituíram pelo feitiço "Espelho Rabugento" dublado por Wallace Shawn. Os 7D recuperam o espelho dos Glooms para a Encantada, mas dá errado e o feitiço do "Espelho Rabugento" se apaixona pela rainha.
- A Bola de cristal dublado por Jay Leno[11] é um artefato dos Glooms usado para espionar Rainha Encantada.
- Dippy o Maluco dublado por Rob Paulsen é um anão que aparecerá mais tarde na série.
- Sir Yipsalot dublado por Bill Farmer é cão de estimação da Rainha Encantada, ama pepinos.
- Snazzy Shazam dublado por Leigh-Allyn Baker é uma bruxa que era rival de Hilde Gloom desde o colegial. Ela é a única que colocou 100 pessoas para dormir com um feitiço sonolento.

## Episódios
| Temporada | Temporada | Episódios | Exibição original     | Exibição original      | Exibição no Brasil     | Exibição no Brasil     | Exibição em Portugal                                                | Exibição em Portugal  |
| Temporada | Temporada | Episódios | Estreia de temporada  | Final de temporada     | Estreia de temporada   | Final de temporada     | Estreia de temporada                                                | Final de temporada    |
| --------- | --------- | --------- | --------------------- | ---------------------- | ---------------------- | ---------------------- | ------------------------------------------------------------------- | --------------------- |
|           | 1         | 24        | 7 de julho de 2014    | 12 de setembro de 2015 | 29 de novembro de 2014 | 27 de setembro de 2015 | 6 de abril de 2015 (Disney Channel) 4 de maio de 2015 (Animavision) | 23 de janeiro de 2016 |
|           | 2         | 20        | 23 de janeiro de 2016 | 5 de novembro de 2016  | 2 de maio de 2016      | TBA                    | 9 de abril de 2016                                                  | 21 de julho de 2017   |

### 1ª Temporada (2014-15)
| # (série) | # (temp.) | Título | Dirigido por                | Escrito por                                              | Exibição original                                                     | Código de produção | Audiência (em milhões) |
| --------- | --------- | --- | --------------------------- | -------------------------------------------------------- | --------------------------------------------------------------------- | ------------------ | ---------------------- |
| 1a        | 1a        | "Um Longo, Longo Inverno (PT) / O Longo, Longo Inverno (BR)" "The Long, Long Winter"                             | Alfred Gimeno               | Paul Rugg                                                | 7 de julho de 2014 29 de novembro de 2014 6 de abril de 2015          | 108                | 0.55                   |
| 1b        | 1b        | "Mini-mini Lutadores de Aranhas (PT) / Os Caçadores de Aranhas (BR) " "Itsy Bitsy Spider Fighters"               | Charles Visser              | Randy Rogel                                              | 7 de julho de 2014 29 de novembro de 2014 6 de abril de 2015          | 108                | 0.55                   |
| 2a        | 2a        | "Época dos Espirros (PT) / Época de Espirrar (BR)" "Sneezin' Season"                                             | Alfred Gimeno               | John McCann, Tom Ruegger & Sherri Stoner                 | 8 de julho de 2014 30 de novembro de 2014 7 de abril de 2015          | 102                | 0.64                   |
| 2b        | 2b        | "O Mistério do Diamante Maravilha (PT) / O Mistério do Diamante Encantado (BR)" "The Delightful Diamond Mystery" | Alfred Gimeno               | Randy Rogel & Sherri Stoner                              | 8 de julho de 2014 30 de novembro de 2014 7 de abril de 2015          | 102                | 0.64                   |
| 3a        | 3a        | "Espelho Meu (PT) / Espelho, Espelho Meu (BR)" "Mirror, Mirror"                                                  | Charles Visser              | Randy Rogel                                              | 9 de julho de 2014 6 de dezembro de 2014 8 de abril de 2015           | 104                | ASA                    |
| 3b        | 3b        | "O Grande Denga (PT) / O Grande Dengo (BR)" "The Big Bash"                                                       | Alfred Gimeno               | Roger Eschbacher & Sherri Stoner                         | 9 de julho de 2014 6 de dezembro de 2014 8 de abril de 2015           | 104                | ASA                    |
| 4a        | 4a        | "Surpresa! (PT) (BR)" "Surprise"                                                                                 | Alfred Gimeno               | Paul Rugg                                                | 10 de julho de 2014 7 de dezembro de 2014 9 de abril de 2015          | 107                | ASA                    |
| 4b        | 4b        | "Bem-vindos ao Bairro (PT) / Bem-vindo a Vizinhança (BR)" "Welcome to the Neighborhood"                          | Charles Visser              | Deanna Oliver                                            | 10 de julho de 2014 7 de dezembro de 2014 9 de abril de 2015          | 107                | ASA                    |
| 5a        | 5a        | "Sir Ladra-muito e o Ganso (PT) / Sir Yipsalot e o Ganso (BR)" "Sir Yipsalot and the Goose"                      | Alfred Gimeno               | Deanna Oliver                                            | 11 de julho de 2014 13 de dezembro de 2014 10 de abril de 2015        | 105                | 0.72                   |
| 5b        | 5b        | "O Lorde Faz uma Pausa (PT) / Um Dia Sem Engomadinho (BR)" "Starchy Takes a Break"                               | Charles Visser              | Paul Rugg                                                | 11 de julho de 2014 13 de dezembro de 2014 10 de abril de 2015        | 105                | 0.72                   |
| 6a        | 6a        | "Os Pequenos Gigantes (PT) (BR)" "The Littlest Giants"                                                           | Alfred Gimeno               | Tom Ruegger                                              | 14 de julho de 2014 14 de dezembro de 2014 13 de abril de 2015        | 101                | ASA                    |
| 6b        | 6b        | "Sozinho em Casa (PT) / Anãozinho Sozinho (BR)" "Gnome Alone"                                                    | Alfred Gimeno               | Sherri Stoner                                            | 14 de julho de 2014 14 de dezembro de 2014 13 de abril de 2015        | 101                | ASA                    |
| 7a        | 7a        | "Hora do Sono (PT) / Hora da Soneca (BR)" "Sleepytime"                                                           | Charles Visser              | Deanna Oliver                                            | 15 de julho de 2014 20 de dezembro de 2014 14 de abril de 2015        | 106                | ASA                    |
| 7b        | 7b        | "Caracolinho e os 7A (PT) / A Cachinhos Dourados e os 7A (BR)" "Goldilocks and the 7D"                           | Alfred Gimeno               | Randy Rogel, Tom Ruegger & Sherri Stoner                 | 15 de julho de 2014 20 de dezembro de 2014 14 de abril de 2015        | 106                | ASA                    |
| 8a        | 8a        | "Que o Queijo Me Valha (PT) / Pelo Amor do Queijo (BR)" "For the Love of Cheese"                                 | Alfred Gimeno               | Deanna Oliver                                            | 21 de julho de 2014 21 de dezembro de 2014 15 de abril de 2015        | 103                | ASA                    |
| 8b        | 8b        | "Vamos Orgão-nizar-nos (PT) / Vamos nos Organizar (BR)" "Let's Get Organ-ized"                                   | Charles Visser              | Tom Ruegger & Craig Shemin                               | 21 de julho de 2014 21 de dezembro de 2014 15 de abril de 2015        | 103                | ASA                    |
| 9a        | 9a        | "O Avô Zangado e o Ogre (PT) / O Vovô Zangado e o Ogro (BR)" "Grampa Grumpy and the Ogre"                        | Charles Visser              | Deanna Oliver                                            | 22 de julho de 2014 27 de dezembro de 2014 16 de abril de 2015        | 110                | ASA                    |
| 9b        | 9b        | "A Mais Bonita da Aldeia (PT) / A Mais Bela da Terra (BR)" "The Fairest in the Land"                             | Alfred Gimeno               | Shea Fontana                                             | 22 de julho de 2014 27 de dezembro de 2014 16 de abril de 2015        | 110                | ASA                    |
| 10a       | 10a       | "O Oitavo A (PT) (BR)" "The 8th D"                                                                               | Jeff Gordon                 | Deanna Oliver                                            | 28 de julho de 2014 28 de dezembro de 2014 17 de abril de 2015        | 111                | 0.60                   |
| 10b       | 10b       | "Novo Sapato (PT) / Sapato Novo (BR)" "New Shoe"                                                                 | Jeff Gordon                 | Paul Rugg                                                | 28 de julho de 2014 28 de dezembro de 2014 17 de abril de 2015        | 111                | 0.60                   |
| 11a       | 11a       | "Dengoso Cantor (PT) / A Banheira do Dengoso (BR)" "Bathtub Bashful"                                             | Alfred Gimeno               | Randy Rogel                                              | 4 de agosto de 2014 21 de março de 2015 1 de maio de 2015             | 112                | 0.75                   |
| 11b       | 11b       | "Bugiganga, Bugiganga (PT) / O Bibelô (BR)" "Knick Knack Paddy Whack"                                            | Charles Visser              | Roger Eschbacher, Deanna Oliver & Sherri Stoner          | 4 de agosto de 2014 21 de março de 2015 1 de maio de 2015             | 112                | 0.75                   |
| 12a       | 12a       | "Grim, O Dragão (PT) / Cruel, O Dragão (BR)" "Grim the Dragon"                                                   | Charles Visser              | Shea Fontana                                             | 14 de setembro de 2014 22 de março de 2015 11 de maio de 2015         | 113                | ASA                    |
| 12b       | 12b       | "Libertem o Teensy (PT) / O Peixe Dourado (BR)" "Free Teensy"                                                    | Jeff Gordon                 | Charles M. Howell IV & Sherri Stoner                     | 14 de setembro de 2014 22 de março de 2015 11 de maio de 2015         | 113                | ASA                    |
| 13a       | 13a       | "O Musical Da Folia (PT) / O Tema da Terra da Alegria (BR)" "The Jollywood Jam"                                  | Charles Visser              | Shea Fontana                                             | 21 de setembro de 2014 28 de março de 2015 9 de junho de 2015         | 114                | ASA                    |
| 13b       | 13b       | "Hildy, A Boazinha (PT) / Hildy, A Boa (BR)" "Hildy the Good"                                                    | Jeff Gordon                 | Shea Fontana & Sherri Stoner                             | 21 de setembro de 2014 28 de março de 2015 9 de junho de 2015         | 114                | ASA                    |
| 14a       | 14a       | "Baldes (PT) (BR)" "Buckets"                                                                                     | Jeff Gordon                 | Deanna Oliver & Randy Rogel                              | 12 de outubro de 2014 29 de março de 2015 22 de outubro de 2015       | 117                | ASA                    |
| 14b       | 14b       | "Frankensombrio (PT) (BR)" "Frankengloom"                                                                        | Mr. Warburton               | Sherri Stoner                                            | 12 de outubro de 2014 29 de março de 2015 22 de outubro de 2015       | 117                | ASA                    |
| 15a       | 15a       | "Tio Humidor (PT) / Tio Umidor (BR)" "Uncle Humidor"                                                             | Charles Visser              | Paul Rugg                                                | 2 de novembro de 2014 1 de janeiro de 2015 21 de junho de 2015        | 115                | ASA                    |
| 15b       | 15b       | "Grim, O Génio (PT) / Cruel, o Gênio (BR)" "Grim the Genius"                                                     | Jeff Gordon                 | Randy Rogel                                              | 2 de novembro de 2014 1 de janeiro de 2015 21 de junho de 2015        | 115                | ASA                    |
| 16a       | 16a       | "Os Sapatos Encantados (PT) / Os Tênis Encantados (BR)" "The Enchanted Shoes"                                    | Alfred Gimeno               | Roger Eschbacher & Deanna Oliver                         | 16 de novembro de 2014 21 de março de 2015 19 de julho de 2015        | 116                | ASA                    |
| 16b       | 16b       | "Hildyrella (PT) / Hilderella (BR)" "Hildyrella"                                                                 | Jeff Gordon                 | Shea Fontana                                             | 16 de novembro de 2014 21 de março de 2015 19 de julho de 2015        | 116                | ASA                    |
| 17a       | 17a       | "O Grande E Mau Atchim (PT) / O Atchim e o Lobo Mau (BR)" "Big Bad Sneezy"                                       | Alfred Gimeno Mr. Warburton | Shea Fontana, Randy Rogel, Deanna Oliver & Sherri Stoner | 30 de novembro de 2014 21 de fevereiro de 2015 19 de setembro de 2015 | 118                | ASA                    |
| 17b       | 17b       | "Gato Em Telhado De Grim Quente (PT) / Gato em Teto Sombrio Quente (BR)" "Cat on a Hot Grim Roof"                | Jeff Gordon                 | Randy Rogel                                              | 30 de novembro de 2014 21 de fevereiro de 2015 19 de setembro de 2015 | 118                | ASA                    |
| 18a       | 18a       | "Os Gengibres ao Seu Dispor (PT) / Gingersnaps e Zangado (BR)" "Gingersnaps and Grumpy Snaps"                    | Alfred Gimeno               | Cooper Sweeney                                           | 2 de dezembro de 2014 24 de dezembro de 2014 26 de dezembro de 2015   | 109                | 0.26                   |
| 18b       | 18b       | "Sinos de Folia (PT) / Sinos da Alegria (BR)" "Jollybells"                                                       | Charles Visser              | Deanna Oliver & Sherri Stoner                            | 2 de dezembro de 2014 24 de dezembro de 2014 27 de dezembro de 2015   | 109                | 0.26                   |
| 19a       | 19a       | "A Coisa Muito Importante (PT) / A Coisa Mais Importante (BR)" "The Very Important Thingy"                       | Alfred Gimeno               | Lisa Arch & Sherri Stoner                                | 13 de janeiro de 2015 18 de julho de 2015 10 de outubro de 2015       | 119                | ASA                    |
| 19b       | 19b       | "Deixa com o Atchim (PT) / As Folhas e o Atchim (BR)" "Leaf It to Sneezy"                                        | Charles Visser              | Gene Grillo & Deanna Oliver                              | 13 de janeiro de 2015 18 de julho de 2015 10 de outubro de 2015       | 119                | ASA                    |
| 20a       | 20a       | "Sete Sapos (PT) (BR)" "7 Frogs"                                                                                 | Alfred Gimeno               | Blake Larson & Sherri Stoner                             | 14 de janeiro de 2015 21 de setembro de 2015 19 de outubro de 2015    | 120                | ASA                    |
| 20b       | 20b       | "Sir Ladra-Muito e o Rafeiro (PT) / Sir Yipsalot e o Vira-Lata (BR)" "Sir Yipsalot and the Mutt"                 | Charles Visser              | Shea Fontana                                             | 14 de janeiro de 2015 30 de maio de 2015 19 de outubro de 2015        | 120                | ASA                    |
| 21a       | 21a       | "A Busca da Rainha (PT) / A Aventura da Rainha (BR)" "The Queen's Quest"                                         | Jeff Gordon                 | Shea Fontana, Deanna Oliver & Sherri Stoner              | 19 de janeiro de 2015 30 de maio de 2015 7 de novembro de 2015        | 121                | ASA                    |
| 21b       | 21b       | "O Guardador-Mor (PT) / O Encontrador Misterioso (BR)" "Finders Keepers"                                         | Jeff Gordon                 | Gene Grillo & Deanna Oliver                              | 15 de janeiro de 2015 27 de junho de 2015 7 de novembro de 2015       | 121                | ASA                    |
| 22a       | 22a       | "Abraca-Dunga (PT)(BR)" "Abraca-Dopey"                                                                           | Charles Visser              | Shea Fontana & Charles M. Howell IV                      | 20 de janeiro de 2015 22 de setembro de 2015 21 de novembro de 2015   | 122                | ASA                    |
| 22b       | 22b       | "Plim Plão Feijão (PT) / Feijões Ding Dong (BR)" "Bing Bong Beans!"                                              | Alfred Gimeno               | Shea Fontana, Blake Larson & Sherri Stoner               | 22 de janeiro de 2015 23 de setembro de 2015 21 de novembro de 2015   | 122                | ASA                    |
| 23a       | 23a       | "Assalto À Grande Pedra Doce (PT) / A Grande Pedra Doce Flim-Flam (BR)" "Big Rock Candy Flim-Flam"               | Jeff Gordon                 | Deanna Oliver, Sherri Stoner, & Blake Larson             | 21 de janeiro de 2015 24 de setembro de 2015 9 de janeiro de 2016     | 123                | ASA                    |
| 23b       | 23b       | "A Moda da Nova Dança (PT) / A Dança dos 7A (BR)" "Doing the 7D Dance"                                           | Charles Visser              | Deanna Oliver                                            | 21 de janeiro de 2015 25 de setembro de 2015 9 de janeiro de 2016     | 123                | ASA                    |
| 24        | 24        | "A Pedra dos Sábios (PT/BR)" "Rock of Sages"                                                                     | TBA                         | TBA                                                      | 12 de setembro de 2015 27 de setembro de 2015 23 de janeiro de 2016   | 124                | ASA                    |

### 2ª Temporada (2016)
A 2ª Temporada nos Estados Unidos estreou no dia 23 de janeiro de 2016, mesmo dia da exibição do último episódio da 1ª Temporada em Portugal. No Brasil a 2ª Temporada estreou no dia 2 de maio de 2016, e em Portugal no dia 10 de abril de 2016.
| # (série) | # (temp.) | Título | Dirigido por               | Escrito por                                                  | Exibição original                                             | Código de produção | Audiência (em milhões) |
| --------- | --------- | --- | -------------------------- | ------------------------------------------------------------ | ------------------------------------------------------------- | ------------------ | ---------------------- |
| 25a       | 1a        | "Quando os Porcos Voam (PT) Quando Porcos Voarem (BR)" "When Pigs Fly"                                         | Charles Visser             | Tom Ruegger                                                  | 23 de janeiro de 2016 02 de maio de 2016 1 de maio de 2016    | 203                | 0.64                   |
| 25b       | 1b        | "Escola de Cavaleiros (PT/BR)" "Knight School"                                                                 | Alfred Gimeno              | Deanna Oliver                                                | 23 de janeiro de 2016 02 de maio de 2016 1 de maio de 2016    | 203                | 0.64                   |
| 26a       | 2a        | "É Que Nem Sonhes, Rapaz (PT) Vai Sonhando, Cara (BR)" "In Yer Dreams, Pal"                                    | Alfred Gimeno              | Sherri Stoner                                                | 30 de janeiro de 2016 03 de maio de 2016 17 de abril de 2016  | 202                | 0.39                   |
| 26b       | 2b        | "A Lagarta Papajoias (PT) A Grande Cintilagarta (BR)" "The Great Glitterpiller"                                | Charles Visser             | Shea Fontana                                                 | 30 de janeiro de 2016 03 de maio de 2016 17 de abril de 2016  | 202                | 0.39                   |
| 27a       | 3a        | "O Zangado Feliz (PT) Ah, Zangado Feliz (BR)" "Oh Happy Grumpy"                                                | Charles Visser             | Paul Rugg                                                    | 6 de fevereiro de 2016 04 de maio de 2016 10 de abril de 2016 | 201                | 0.35                   |
| 27b       | 3b        | "Dia do Corte Engraçado (PT/BR) Dia do Cabelinho Engraçado (BR)" "Funniest Hair Day"                           | Charles Visser             | Paul Rugg                                                    | 6 de fevereiro de 2016 04 de maio de 2016 10 de abril de 2016 | 201                | 0.35                   |
| 28a       | 4a        | "É a Peste que te Veste (PT) O Vestido da Rainha (BR)" "Say Pest to the Dress"                                 | Alfred Gimeno              | Dean Batali e Deanna Oliver                                  | 20 de fevereiro de 2016 05 de maio de 2016 15 de maio de 2016 | 204                | 0.40                   |
| 28b       | 4b        | "Maravilha-me, Não me Maravilhes (PT) Com Graça ou Sem Graça (BR)" "Delight Me, Delight Me Not"                | Charles Visser             | Mark Drop e Sherri Stoner                                    | 20 de fevereiro de 2016 05 de maio de 2016 15 de maio de 2016 | 204                | 0.40                   |
| 29a       | 5a        | "Mas Afinal a Voz é de Quem? (PT) De Quem é Essa Voz Mesmo? (BR)" "Whose Voice Is It Anyway?"                  | Charles Visser             | Sherri Stoner e Deanna Oliver                                | 27 de fevereiro de 2016 06 de maio de 2016 22 de maio de 2016 | 205                | 0.34                   |
| 29b       | 5b        | "Leva o Animal de Estimação a Almoçar (PT) Levando sua Mascote para Almoçar (BR)" "Take Your Pet to Lunch Day" | Alfred Gimeno              | Paul Dini                                                    | 27 de fevereiro de 2016 06 de maio de 2016 22 de maio de 2016 | 205                | 0.34                   |
| 30a       | 6a        | "Gargalha-Bagas (PT)" "Giggleberries"                                                                          | Alfred Gimeno              | Sherri Stoner                                                | 5 de março de 2016 2016 29 de maio de 2016                    | 206                | 0.39                   |
| 30b       | 6b        | "Vai um Jogo de Foliabol? (PT)" "Jolleyball Anyone?"                                                           | Charles Visser             | Mark Drop                                                    | 5 de março de 2016 2016 29 de maio de 2016                    | 206                | 0.39                   |
| 31a       | 7a        | "Uma Fortuna Sombria (PT)" "Miss Fortune Teller"                                                               | Alfred Gimeno              | Shea Fontana                                                 | 12 de março de 2016 2016 1 de junho de 2016                   | 207                | 0.32                   |
| 31b       | 7b        | "Zangado-Tiki (PT)" "Grump-Tiki"                                                                               | Jeff Gordon                | Tom Ropelewski, Sherri Stoner e Deanna Oliver                | 12 de março de 2016 2016 1 de junho de 2016                   | 207                | 0.32                   |
| 32a       | 8a        | "Um Aniversário nas Neves (PT)" "You Ain't Seen Nothin' Yeti!"                                                 | Charles Visser             | Tom Rodgers e Sherri Stoner                                  | 19 de março de 2016 2016 2 de junho de 2016                   | 208                | 0.37                   |
| 32b       | 8b        | "Qual das Bruxas é a Bruxa? (PT)" "Which Witch is Which?"                                                      | Charles Visser             | Randy Rogel                                                  | 19 de março de 2016 2016 2 de junho de 2016                   | 208                | 0.37                   |
| 33a       | 9a        | "Os Pickles da Familía (PT)" "The Family Pickles"                                                              | Charles Visser             | Paul Rugg e Sherri Stoner                                    | 7 de maio de 2016 2016 22 de junho de 2016                    | 209                | 0.37                   |
| 33b       | 9b        | "Vamos Dar Sopa ao Troll (PT)" "Chicken Soup for the Troll"                                                    | Alfred Gimeno              | Sindy Boveda Spackman                                        | 7 de maio de 2016 2016 22 de junho de 2016                    | 209                | 0.37                   |
| 34a       | 10a       | "Dr. Jingheimer (PT)" "Dr. Jingheimer"                                                                         | Jeff Gordon                | Sherri Stoner e Mark Drop                                    | 14 de maio de 2016 2016 23 de junho de 2016                   | 210                | 0.30                   |
| 34b       | 10b       | "O Guarda da Floresta Encantada (PT)" "The Enchanted Forest Ranger"                                            | Charles Visser             | Sherri Stoner                                                | 14 de maio de 2016 2016 23 de junho de 2016                   | 210                | 0.30                   |
| 35a       | 11a       | "Levem-me ao Vosso Zangado (PT)" "Take Me To Your Grumpy"                                                      | Alfred Gimeno              | John McCann, Deanna Oliver e Sherri Stoner                   | 21 de maio de 2016 2016 4 de março de 2017                    | 211                | 0.30                   |
| 35b       | 11b       | "Fixe-e-Bom e os 7A (PT)" "Nicely Done & The 7D"                                                               | Jeff Gordon e Mr Warburton | Deanna Oliver e Mark Drop                                    | 21 de maio de 2016 2016 5 de março de 2017                    | 211                | 0.30                   |
| 36a       | 12a       | "O Dente do Siso (PT)" "Smarty Tooth"                                                                          | Charles Visser             | Sindy Boveda Spackman, Sherri Stoner e Deanna Oliver         | 2 de julho de 2016 2016 5 de março de 2017                    | 212                | TBA                    |
| 36b       | 12b       | "O Bobo da Corte (PT)" "Surely, Your Jest"                                                                     | Alfred Gimeno              | Micheal Loprete                                              | 2 de julho de 2016 2016 5 de março de 2017                    | 212                | TBA                    |
| 37a       | 13a       | "Vamos, Pula, Dunga! (PT)" "Hop To It, Dopey!"                                                                 | Mr Warburton e Jeff Gordon | Sindy Boveda Spackman e Sherri Stoner                        | 9 de julho de 2016 2016 12 de julho de 2017                   | 213                | TBA                    |
| 37b       | 13b       | "Tu Tens Cinco Anos ou Quê? (PT)" "What Are You, Five?"                                                        | Alfred Gimeno              | Randy Rogel, Sherri Stoner e Deanna Oliver                   | 9 de julho de 2016 2016 12 de julho de 2017                   | 213                | TBA                    |
| 38a       | 14a       | "Se a Minha Cama Assombrasse (PT)" "Bedknobs and Gloomsticks"                                                  | Charles Visser             | Deanna Oliver e Mark Drop                                    | 16 de julho de 2016 2016 13 de julho de 2017                  | 214                | TBA                    |
| 38b       | 14b       | "Tem Cuidado com o Elfo! (PT)" "Take Care of Your Elf"                                                         | Alfred Gimeno              | Sherri Stoner                                                | 16 de julho de 2016 2016 13 de julho de 2017                  | 214                | TBA                    |
| 39a       | 15a       | "Guerra do Zangado (PT)" "Game of Grumpy"                                                                      | Charles Visser             | Michael Loprette                                             | 23 de julho de 2016 2016 14 de julho de 2017                  | 215                | TBA                    |
| 39b       | 15b       | "Os 7A e o Monstro (PT)" "7D and the Beast"                                                                    | Alfred Gimeno              | Sindy Boveda Spackman                                        | 23 de julho de 2016 2016 14 de julho de 2017                  | 215                | TBA                    |
| 40a       | 16a       | "Férias de Verão (PT)" "Bummer Vacation"                                                                       | Jeff Gordon                | Deanna Oliver e Shea Fontana                                 | 30 de julho de 2016 2016 17 de julho de 2017                  | 216                | TBA                    |
| 40b       | 16b       | "Eles Rugem à Noite (PT)" "They Growl by Night"                                                                | Charles Visser             | Deanna Oliver, Mark Drop, Paul Dini, Paul Rugg e Tom Ruegger | 30 de julho de 2016 2016 17 de julho de 2017                  | 216                | TBA                    |
| 41a       | 17a       | "Tábuas é que Nem Pensar (PT)" "Planks, But No Planks"                                                         | Alfred Gimeno              | Sindy Boveda Spackman and Deanna Oliver                      | 8 de outubro de 2016 2016 18 de julho de 2017                 | 218                | TBA                    |
| 41b       | 17b       | "Os Jogos de Foliawood (PT)" "The Jollywood Games"                                                             | Alfred Gimeno              | Deanna Oliver, Micheal Loprette, Paul Rugg and Randy Rogel   | 8 de outubro de 2016 2016 18 de julho de 2017                 | 218                | TBA                    |
| 42a       | 18a       | "Um Macaco no meu Chapéu (PT)" "There's a Monkey in My Hat"                                                    | Alfred Gimeno              | Deanna Oliver                                                | 15 de outubro de 2016 2016 19 de julho de 2017                | 217                | TBA                    |
| 42b       | 18b       | "Metamórfico (PT)" "Shapeshifter"                                                                              | Alfred Gimeno              | Deanna Oliver                                                | 15 de outubro de 2016 2016 19 de julho de 2017                | 217                | TBA                    |
| 43a       | 19a       | "Não Metas Água, Dunga! (PT)" "Water Ya Doin' Dopey"                                                           | Charles Visser             | Micheal Loprete                                              | 29 de outubro de 2016 2016 20 de julho de 2017                | 219                | TBA                    |
| 43b       | 19b       | "Sob o Feitiço da Lua (PT)" "Once in a Purple Moon"                                                            | Jeff Gordon                | Deanna Oliver, Sherri Stoner and Sindy Boveda Spackman       | 29 de outubro de 2016 2016 20 de julho de 2017                | 219                | TBA                    |
| 44a       | 20a       | "O Espirro do Tempo (PT)" "A Sneeze in Time"                                                                   | Alfred Gimeno              | Paul Dini                                                    | 5 de novembro de 2016 2017 21 de julho de 2017                | 220                | TBA                    |
| 44b       | 20b       | "Conflitos Reais no Castelo (PT)" "A Royal Pain in the Castle"                                                 | Charles Visser             | Brad Rozman                                                  | 5 de novembro de 2016 2017 21 de julho de 2017                | 220                | TBA                    |

## Dobragem/Dublagem
| Personagem                           | Dublador                    | Dobrador       |
| ------------------------------------ | --------------------------- | -------------- |
| Mestre                               | Ricardo Fábio               | André Gago     |
| Dunga                                | Dee Bradley Baker (inédito) | Peter Michael  |
| Dengoso                              | Fred Silveira               | Afonso Lagarto |
| Zangado                              | Saulo Javan (cantor)        | Nuno Pardal    |
| Feliz                                | Luiz Laffey                 | Afonso Lagarto |
| Atchim                               | Leandro Lacava              | Peter Michael  |
| Soneca                               | Adriano Disidney            | Romeu Vala     |
| Lady Graça / Rainha Maravilha        | Márcia Regina               | Teresa Macedo  |
| Lord Engomadinho / Lord Starchbottom | Sílvio Giraldi              | Rui Paulo      |
| Cruel Sombrio / Grim Gloom           | Glauco Marques              | Romeu Vala     |
| Hildy Sombria / Hildy Gloom          | Letícia Bortoletto          | Sofia Arruda   |

Créditos de dublagem brasileiros:
- Direção musical: Nandu Valverde

Créditos de dobragem portugueses:
- Direcção de canções: Pedro Gonçalves

## Recepção
A série foi colocada em produção em Junho de 2012 para o canal da Disney Junior com personagens redesenhados por Noah Z. Jones. Estreou em 7 de julho de 2014 no Disney XD, com estreia da série no Disney Channel e Disney Junior ainda este ano